# I. e. 290
Évszázadok: i. e. 4. század – i. e. 3. század – i. e. 2. század
Évtizedek: i. e. 340-es évek – i. e. 330-as évek – i. e. 320-as évek – i. e. 310-es évek – i. e. 300-as évek – i. e. 290-es évek – i. e. 280-as évek – i. e. 270-es évek – i. e. 260-as évek – i. e. 250-es évek – i. e. 240-es évek
Évek: i. e. 295 – i. e. 294 – i. e. 293 – i. e. 292 –  i. e. 291 – i. e. 290 – i. e. 289 – i. e. 288 – i. e. 287 – i. e. 286 – i. e. 285

## Események

### Görögország
- Thébai ismét fellázad I. Démétriosz uralma ellen, újfent sikertelenül.
- Démétriosz ebben az évben a szokásos Delphoi helyett Athénban tartja meg a püthói játékokat.

### Róma
- Publius Cornelius Rufinust és Manlius Curius Dentatust választják consulnak.
- M. Curius felszámolja a szamniszok utolsó ellenállását és az 50 éve tartó szamnisz háborúk véget érnek.
- M. Curius hadjáratot indít a Rómától nyugatra lévő hegyekben élő szabinok ellen (feltehetően azért, mert korábban átengedték a szamniszokat), területüket annektálja, a szabinok pedig civitas sine suffragio (választójog nélküli polgárjog) státust kapnak.

## Születések
- Lucius Caecilius Metellus római államférfi

## Halálozások
- Megaszthenész, görög diplomata, történetíró, India leírója

## Fordítás
- Ez a szócikk részben vagy egészben  a(z)   290 v. Chr. című német Wikipédia-szócikk ezen változatának fordításán alapul.  Az eredeti cikk szerkesztőit annak laptörténete sorolja fel. Ez a jelzés csupán a megfogalmazás eredetét és a szerzői jogokat jelzi, nem szolgál a cikkben szereplő információk forrásmegjelöléseként.